# Geodia areolata
Espèce
Geodia areolata est une espèce d'éponges de la famille des Geodiidae présente dans le Golfe de Mannar, entre la pointe méridionale de l'Inde et le Sri Lanka.

## Taxonomie
L'espèce est décrite par Henry John Carter en 1880.
La localité type est le Golfe de Mannar.